# Temiminó
Temiminó (Tomiminos, Maracajá ).- indiajnsko pleme porodice Tupian nastanjeno u 16. atoljeću n apodručju današnje brazilske države Espírito Santo. Pleme je poznato po svojemu poglavici Araribóia koji sa svojim plemenom 1564. dolazi na područje Rio de Janeira. Ovdje oni pomognu Portugalcima u ratu protiv Francuza za kontrolu nad zaljevom Guanabara, gdje su se i nastanili nakon pobjede.  Araribóia je potom 1573. utemeljio grad Niterói. 
Tupian plemena naselila su obalu potisnuvši Ges Indijance.  U obradi tla služili su se tehnikom (posijeci-i-spali), bilo je vjerojatno i ljudožderstva kao i kod njihovih rođaka Tupinambá i Caeté.   

## Vanjske poveznice
- Índios Temiminós Do Espírito Santo, Maracajaguaçu e Araribóia
  - Maracajaguaçu e Araribóia
  - Maracajaguaçu
  - Maracajaguaçu e Araribóia
  - Serra – Espírito Santo